# Bruxelles-Biévène
Bruxelles-Biévène est une ancienne course cycliste belge, organisée de 1959 à 1977 entre la Capitale belge et la ville de Biévène, située en région flamande dans la province du Brabant flamand. 

## Palmarès
| Année | Vainqueur            | Deuxième                | Troisième               |
| ----- | -------------------- | ----------------------- | ----------------------- |
| 1959  | Willy Vanden Berghen | Jean Struyven           | Robert Lelangue         |
| 1966  | Willy Monty          | Arie den Hartog         | Roger Verheyden         |
| 1967  | Armand Desmet        | Etienne Buysse          | Daniel Van Ryckeghem    |
| 1968  | Gustaaf De Smet      | Gilbert Wuytack         | Gérard Mathy            |
| 1969  | Ronald De Witte      | Michel Jacquemin        | Hugo Hellemans          |
| 1970  | Ronny Van De Vijver  | Julien Delocht          | Victor Van Schil        |
| 1971  | André Dierickx       | Maurice Eyers           | Gustaaf Van Roosbroeck  |
| 1972  | Herman Vanspringel   | Jean-Pierre Berckmans   | Georges Barras          |
| 1973  | Gerry Catteeuw       | Christian De Buysschere | Jozef Van Olmen         |
| 1975  | Ronny Van De Vijver  | Herman Beysens          | Christian De Buysschere |
| 1976  | Frans Verbeeck       | Roger Swerts            | Guido Van Sweevelt      |
| 1977  | Rudy Pevenage        | Jos Van De Poel         | Ferdinand Bracke        |